# Diadegma leontiniae
Diadegma leontiniae là một loài tò vò trong họ Ichneumonidae.